# 高雄市岡山文化中心
高雄市岡山文化中心（舊名高雄縣立文化中心）是高雄市政府文化局所屬藝文場館，位於高雄市岡山區岡山南路。園區內的主要建築有圖書館、演藝廳、皮影戲館等三棟，其中皮影戲館是全台唯一的傳統皮影藝術博物館。

## 歷史
- 1984年7月1日，高雄縣政府成立高雄縣立文化中心，由當時高雄縣政府教育局局長李宜堅兼任高雄縣立文化中心主任，鳳山國父紀念館奉令改隸高雄縣立文化中心。
- 1986年7月1日，高雄縣立社會教育館併入高雄縣立文化中心。
- 1999年12月30日，高雄縣立文化中心改制為高雄縣政府文化局。
- 2010年12月25日，高雄縣市合併，原高雄縣政府文化局與原高雄市政府文化局業務合併成立高雄市政府文化局，原高雄縣政府文化局改為高雄市岡山文化中心。

## 圖書館
高雄市立圖書館岡山文化中心分館，原為高雄縣政府文化局總圖書館，2010年12月25日市縣合併後併入高雄市立圖書館編制，並於2013年完成空間營運改造，館藏量約20萬多冊，以地方戲曲「皮影戲」為其館藏特色。

## 皮影戲館
皮影戲館於1994年3月13日正式開館營運，除了展示教育與典藏的傳統功能之外，皮影戲館也具備推廣與研究的功能。2010年颱風凡那比風災導致皮影戲館建築體受損嚴重，閉館整修後，於2013年3月竣工重新開館，並隸屬於高雄市立歷史博物館所屬場館。
該館分為｢傳習教室｣、｢主題展示館｣、｢資源中心｣、｢劇場｣、｢數位劇院｣、｢體驗區｣等六大主題區。

## 交通

### 捷運
- 高雄捷運南岡山站下車步行5分鐘。
- 捷運南岡山站搭高雄客運紅R68AB、R69A、R69B、R70、R71A、R71B、R73、8015、8017(請參考高雄客運資訊)，在文化中心站下車。

### 火車
- 搭火車至台鐵岡山車站下車，沿外環省道（中山南路）往南步行約15~20分鐘可至本中心或搭高雄客運紅73、8017，及岡山往義大接駁均可。

### 公共自行車
- 高雄市公共自行車租賃系統：
  - 岡山文化中心停車場：岡山南路/介壽東路口（東南側人行道）
  - 岡山文化中心(後門)：岡山文化中心後門（中山南路側）

## 週邊景點
- 南岡山站
- 樂購廣場

## 外部連結
- 岡山文化中心 - 首頁[]
- 高雄市岡山文化中心的Facebook專頁